# Sobór Wprowadzenia Matki Bożej do Świątyni w Petersburgu
Sobór Wprowadzenia Matki Bożej do Świątyni – cerkiew wojskowa w Petersburgu, pełniąca funkcję głównej świątyni Lejb-Gwardyjskiego Pułku Siemienowskiego. Czynna w latach 1842–1932, zburzona w 1933.
Cerkiew została wzniesiona w latach 1837–1842 według projektu Konstantina Thona przy współpracy A. Rossiego, L. Benoisa i K. Meissnera, w stylu bizantyjsko-rosyjskim. Plan budynku był zbliżony do koncepcji moskiewskiego soboru Chrystusa Zbawiciela. Budowa, której koszt zamknął się kwotą miliona rubli, została całkowicie sfinansowana z funduszy państwowych, w tym w 2/3 z osobistych środków cara Mikołaja I. W 1907 obiekt był odnawiany, zaś w 1913 cerkiew otrzymała status soboru.
Trzyrzędowy ikonostas na potrzeby obiektu wykonali N. Tarasow, W. Bobkow i J. Skworcow według projektu Konstantina Thona; ikony, jakie się w nim znalazły, wykonali P. Wasin, W. Szebujew i T. Nieff. Malowidła ścienne we wnętrzu obiektu wykonali A. Markow i W. Sazonow. W świątyni znalazły się pułkowe ikony Obrazu Chrystusa Nie Ludzką Ręką Uczynionego oraz ikona Matki Bożej „Znak”, wystawiono w niej również mundury pułku noszone przez carów rosyjskich.
W zachodniej części soboru znajdowały się mauzolea hrabiego Władimira Kleinmichela oraz dowódcy pułku księcia Piotra Wołkońskiego. W 1906 w krypcie obiektu urządzono kaplicę, w której pochowano żołnierzy poległych w czasie tłumienia powstania w Moskwie rok wcześniej, dowódcę pułku Gieorgija Mina i trzech niższych oficerów, zaś w kolejnych latach – także oficerów poległych na frontach I wojny światowej.
Cerkiew została zlikwidowana w marcu 1932 r. i rok później zburzona. Na skwerze, jaki urządzono na jej miejscu, od 2003 wznosi się pamiątkowy obelisk.